# East Rennell
East Rennell è la parte più orientale dell'isola di Rennell, una delle isole che compongono l'arcipelago delle Isole Salomone. È circondato da scogliere e contiene una serie di piccole isole calcaree. 
Nel 1998 il sito è stato incluso nell'elenco dei Patrimoni dell'umanità dell'UNESCO, dal momento che, con i suoi complessivi 86 km di lunghezza e 15 km di larghezza, è il più grande atollo corallino del mondo e contiene un gran numero di specie endemiche. Una delle caratteristiche più particolari dell'East Runner è il Lago Tegano (noto anche come Te Nggano ed un tempo era la laguna dell'atollo) che con i suoi 15.500 ettari è il più grande dell'Oceano Pacifico. Il lago Tegano è salmastro e contiene diverse isole calcaree e specie endemiche. Come la parte restante dell'isola, l'East Runner è coperta da una fitta vegetazione che raggiunge i 20 metri di altezza. Il sito è incontaminato, soggetto a danni da cicloni ed è "considerato un vero laboratorio naturale per lo studio scientifico".

## Storia

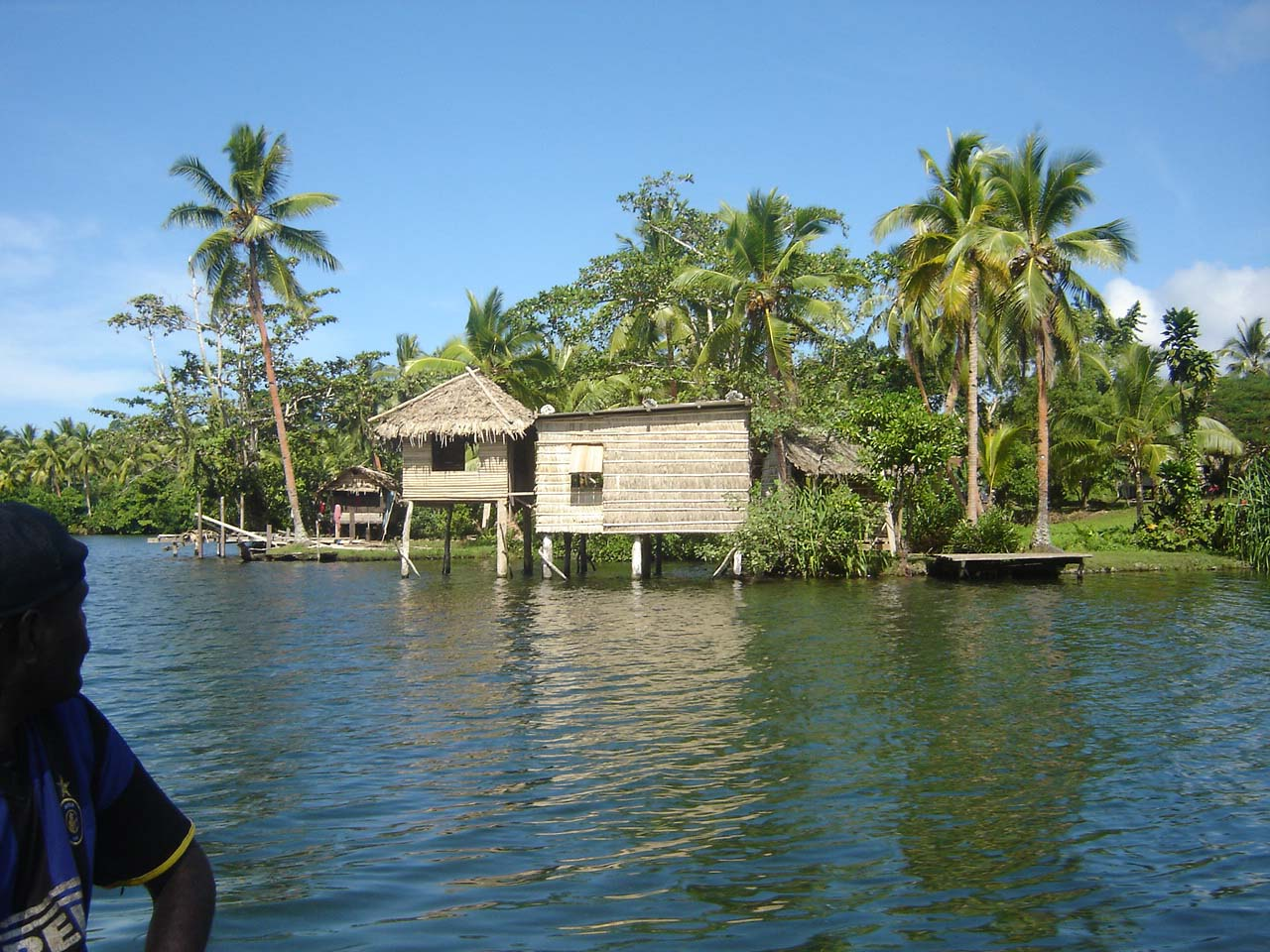
Una tipica palafitta sulle rive del lago Tegano a East Rennell

L'isola conta circa 800 abitanti che vivono in quattro villaggi intorno al lago Tegano. Sono agricoltori e pescatori di sussistenza, che fanno affidamento sulle foreste e sulle acque per soddisfare tutti i loro bisogni primari. Nel 2007 è stato completato un piano di gestione del sito in collaborazione con gli isolani, che riconosce i loro diritti a continuare le loro pratiche culturali tradizionali e il loro stile di vita. Si ritiene che questi non siano dannosi per il sito, l'IUCN afferma che "la proprietà consuetudinaria può essere più favorevole alla conservazione che se la terra fosse sotto il controllo di un lontano ufficio governativo".

## Flora e fauna
L'isola è ricoperta da una fitta foresta che fornisce l'habitat per le numerose specie di uccelli. È il disboscamento all'estremità occidentale dell'isola, al di fuori dell'area del sito, che sta minacciando la popolazione di uccelli dell'intera isola impoverendo le aree della foresta di cui hanno bisogno. Di conseguenza, nel 2013, l'UNESCO ha aggiunto East Rennell alla sua lista del patrimonio mondiale in pericolo. Cinquanta specie di uccelli sono state registrate sull'isola, ventuno di queste sono endemiche.
Il sito è stato identificato da BirdLife International come Important Bird Area (IBA) perché ospita popolazioni di diverse di queste specie di uccelli, tra cui tortore della frutta dal cappuccio argentato, lori dal pettorale giallo, pappagalli di Rennell, pappagalli pigmei verdi, myzomelas cardinali, gerygones di Rennell, fantails di Rennell, pigliamosche della Melanesia, averla di Rennell, occhi nudi e Rennell gli occhi bianchi, e gli storni Rennell.
Un rettile degno di nota è il serpente marino di Crocker, una specie endemica che si trova nel lago Tegano e in nessun'altra parte del mondo. Ci sono 11 specie di pipistrelli (una endemica), 27 specie di lumaca terrestre (sette endemiche) e quasi 730 specie di insetti, molte delle quali endemiche presenti nella regione. Oltre 300 specie di diatomee e alghe, alcune delle quali endemiche, formano la sua ricca flora.